# Osama Rashid
Osama Jabbar Shafeeq Rashid (arab. أسامة جبار شفيق رشيد, ur. 13 stycznia 1992 w Kirkuku) – iracki piłkarz posiadający także holenderskie obywatelstwo, występuje na pozycji pomocnika w drużynie CD Santa Clara.

## Kariera piłkarska
Rashid od najmłodszych lat występował w Holandii. Jako junior był zawodnikiem między innymi Feyenoordu Rotterdam. 1 lipca 2011 roku został zawodnikiem FC Den Bosch, gdzie jednak nie zanotował żadnego występu przez cały sezon. Następne trzy sezony spędził w niżej notowanych klubach w Holandii: Excelsior Maassluis i Alphense Boys. 1 lipca 2015 roku oficjalnie został zawodnikiem portugalskiego SC Farense, drużyny występującej wówczas w Segunda Liga (drugi poziom rozgrywkowy). Stał się tam podstawowym zawodnikiem - wystąpił w 41 spotkaniach, strzelając 6 bramek i notując 1 asystę. Nie pomógł im jednak w utrzymaniu - zajęli 20. miejsce i spadli do niższej ligi. Po sezonie zdecydował się odejść. 18 sierpnia 2016 roku został zawodnikiem bułgarskiego Łokomotiwu Płowdiw, występującego wówczas w bułgarskiej ekstraklasie. Nie był tam jednak podstawowym graczem - w rundzie jesiennej zagrał w pięciu meczach, po czym, w styczniu 2017 powrócił do Portugalii, by grać w barwach Santa Clary, grającej wtedy w Segunda Liga. Wiosną 2017 roku zagrał w 17 meczach, strzelając 3 bramki i zdobywając 1 asystę. Santa Clara zakończyła sezon na 10. pozycji. Sezon 2017/2018 był dla portugalskiego klubu niezwykle udany - zajęli 2. miejsce w lidze i awansowali do Primeira Ligi, najwyższej klasy rozgrywkowej w tym kraju. Rashid był jednym z kluczowych graczy drużyny. Mimo prawie 3-miesięcznej kontuzji, zdołał zagrać w 25 spotkaniach, strzelając 8 bramek i notując 5 asyst.

## Kariera reprezentacyjna
Rashid w reprezentacji Iraku zadebiutował 13 lipca 2011 roku towarzyskim meczu przeciwko reprezentacji Kuwejtu. Mecz zakończył się wygraną Kuwejtu 2:0. Rashid wszedł z ławki rezerwowych. Znalazł się w kadrze Iraku na Puchar Azji 2015, gdzie wystąpił w 4 spotkaniach swojej drużyny. Irakijczycy ostatecznie zajęli na tym turnieju 4. miejsce. Grał także w młodzieżowych reprezentacjach Holandii.
Stan na 28 lipca 2018
| Reprezentacja | Rok     | Mecze | Bramki |
| ------------- | ------- | ----- | ------ |
| Irak          | 2011    | 1     | 0      |
| Irak          | 2012    | 5     | 0      |
| Irak          | 2014    | 3     | 0      |
| Irak          | 2015    | 4     | 0      |
| Irak          | 2016    | 1     | 0      |
| Ogólnie       | Ogólnie | 14    | 0      |